# Charles Bediako
Charles A. Bediako Jr., né le 10 mars 2002 à Brampton dans l'Ontario au Canada, est un joueur canadien de basket-ball évoluant au poste de pivot et mesurant 2,08 m.

## Biographie

### Carrière professionnelle

#### Spurs de San Antonio (2023)
Fin octobre 2023, il signe un contrat two-way avec les Spurs de San Antonio. Il est coupé fin décembre 2023.

## Statistiques

### Universitaires
Les statistiques de Charles Bediako en matchs universitaires sont les suivantes :
| Saison    | Équipe   | Matchs | Titul. | Min./m | % Tir | % 3pts | % LF | Rbds/m. | Pass/m. | Int/m. | Ctr/m. | Pts/m. |
| --------- | -------- | ------ | ------ | ------ | ----- | ------ | ---- | ------- | ------- | ------ | ------ | ------ |
| 2021-2022 | Alabama  | 33     | 30     | 17,8   | 69,2  | 0,0    | 61,2 | 4,3     | 0,7     | 0,6    | 1,5    | 6,7    |
| 2022-2023 | Alabama  | 37     | 37     | 20,7   | 65,9  | 0,00   | 35,5 | 6,0     | 0,6     | 0,6    | 1,8    | 6,4    |
| Carrière  | Carrière | 70     | 67     | 19,3   | 67,3  | 0,0    | 48,8 | 5,2     | 0,7     | 0,6    | 1,7    | 6,6    |

## Distinctions personnelles
- SEC All-Freshman Team (2022)
- Jordan Brand Classic (2021)